# Distretto di Khodjayli
Il distretto di Khodjayli , (in usbeco Xo‘jayli tumani; in caracalpaco Xo‘jeli rayonı) è uno dei 14 distretti della Repubblica autonoma del Karakalpakstan, in Uzbekistan. Il capoluogo è Xo'jayli (Khodjayli, Khujayli, Khojeili).